# آیگو
آیگو (انگلیسی: Aigo) شرکت الکترونیک چینی است، که در سال ۱۹۹۳ تأسیس شد.